# نيلز اولسن (مجدف)
نيلز اولسن (بالدنماركية: Niels Olsen)‏ هو مجدف دنماركي، ولد في 28 ديسمبر 1948 في Faxe ‏ في الدنمارك.

## وصلات خارجية
- نيلز اولسن على موقع الاتحاد الدولي للتجديف (الإنجليزية)
- نيلز اولسن على موقع أوليمبيديا (الإنجليزية)